# Bathyraja scaphiops
Bathyraja scaphiops és una espècie de peix de la família dels raids i de l'ordre dels raïformes.

## Reproducció
És ovípar i les femelles ponen càpsules d'ous, les quals presenten com unes banyes a la closca.

## Depredadors
A les Illes Malvines és depredat per Bathyraja griseocauda.

## Hàbitat
És un peix marí, de clima temperat i demersal.

## Distribució geogràfica
Es troba a l'oceà Atlàntic sud-occidental: des de l'Uruguai fins a l'Argentina.

## Observacions
És inofensiu per als humans.